# Marie-Elisabeth-Lüders-Oberschule
Die Marie-Elisabeth-Lüders-Oberschule (MELO) ist eine berufliche Schule in der Steinmetzstraße in Berlin-Schöneberg. Namensgeberin ist die deutsche Politikerin und Frauenrechtlerin Marie-Elisabeth Lüders.
Die MELO vereint unter einem Dach Berufsschule, Berufsfachschule für Sozialassistenz und Sozialpädagogische Assistenz, Fachoberschule mit dem Schwerpunkt Soziales und eine Fachschule für Sozialpädagogik und einen Lehrgang für die Berufsausbildungsvorbereitung.

## Geschichte

### Das Gebäude als Schule
Ursprünglich beherbergte das heutige Schulgebäude zwei voneinander getrennte Schulen. Einerseits die 53. Berliner Gemeindeschule für Mädchen in der Kurfürstenstraße 160 und andererseits die 99. Berliner Gemeindeschule in der Steinmetzstraße 79. 1909 wechselte in das Gebäude in der Kurfürstenstraße 160 die bereits 1878 durch Ulrike Henschke gegründete Viktoria Fach- und Fortbildungsschule, eine Bildungseinrichtung in der Wirtschafterinnen, Hauswirtschaftsleiterinnen und Bekleidungstechnikerinnen ausgebildet wurden. Bereits in den 1910er Jahren reichten aufgrund der hohen Schülerinnenzahl die Räumlichkeiten nicht mehr aus, wodurch einzelne Stunden in ein anderes Schulhaus verlegt werden mussten. 1921 wurde das bisherige Bildungsangebot um eine Fachschule erweitert, welche eine eineinhalb jährige Ausbildung zur Gewerbelehrerin ermöglichte. Dementsprechend wurde der Unterricht in den Bereichen Pädagogik, fachgewerbliches Zeichnen, Kostümkunde und Materialkunde erweitert. In diesem Zusammenhang verließ in den 1920er Jahren die 99. Berliner Gemeindeschule die Steinmetzstraße 79 und die Viktoria-Schule wurde räumlich erweitert. Ab 1923 wurde der Name auf Viktoria-Fachschule geändert. Eine im Jahr 1939 „vor Führerinnen des BDM und Dienstleiterinnen des BDM-Werks Glaube und Schönheit“ abgehaltene Modenschau der Schülerinnen zeigt eine Verbindung zum Nationalsozialismus.  Im Jahr 1978 berichtete der Tagesspiegel über die Schule und erwähnte, dass die Viktoria-Fachschule trotz umfangreicher Renovierungsarbeiten und ihres 100-jährigen Bestehens von der Schließung bedroht war. Letztlich wurde die Schule jedoch aufgelöst und legte den Grundstock für die Emil-Fischer-Schule in Wittenau.
Im Jahr 1983 zog die im Jahre 1953 gegründete Marie-Elisabeth-Lüders-Oberschule, damals noch Berufsschule für Alten- und Säuglingspflege, aus Schmargendorf (Friedrichshaller Straße) in das Gebäude. Seit 2003 ist die Schule auf den Bereich Sozialwesen spezialisiert.

### Das Gebäude
Der Berliner Magistrat ließ 1871–1872 im Schöneberger Norden an der Kurfürstenstraße die 53. Berliner Gemeindeschule für Mädchen errichten, entworfen vom Stadt-Bauinspektor Arnold Hanel. Dieses Gebäude, das heute Teil der Schulanlage Steinmetzstraße 79, Kurfürstenstraße 160 ist, gehört zu den ersten Schulbauten Berlins nach der Reichsgründung und ist das älteste erhaltene Schulhaus im Bezirk Schöneberg. Bereits in den 1880er Jahren verfügte die Schule über eine Warmwasserheizung. Die um 1880 in der Steinmetzstraße errichtete 99. Berliner Gemeindeschule wurde 1929–1935 mit dem älteren Bau an der Kurfürstenstraße durch einen Zwischentrakt verbunden. Beide Altbauten wurden um ein Stockwerk erhöht.
Die Architektur der Schulgebäude spiegelt die Baugeschichte Berlins wider. Der Abschnitt Kurfürstenstraße 160, entworfen von Hanel, ist ein viergeschossiger roter Ziegelbau mit Segmentbogenfenstern und schlichtem Terrakottaschmuck. Auch die um 1880 an der Steinmetzstraße ausgeführte Gemeindeschule zeigt ähnliche Gestaltungselemente. Der 1929 begonnene Verbindungsbau an der Steinmetzstraße wurde erst 1934–1935 fertiggestellt und ist mit einem turmartig auskragenden Treppenhaus zeittypisch gestaltet. Die Treppenhäuser der Schulgebäude sind weitgehend erhalten, während die Innenausstattung umfassend erneuert wurde. Im Hof ist die Turnhalle aus der Zeit um 1880 leicht verändert überliefert.

## Bildungsgänge
- 1-jährige integrierte Berufsausbildungsvorbereitung (IBA) Mögliche Abschlüsse: IBA-Abschluss sowie Berufsbildungsreife, Erweiterte Berufsbildungsreife oder Mittlerer Schulabschluss
- 2-jährige Berufsfachschule für Sozialassistenz (BFS SozA) Berufsabschluss: staatlich geprüfte Sozialassistenz. MSA oder eBBR können bei erfolgreicher Ausbildung erteilt werden
- 2-jährige Berufsfachschule für Sozialpädagogische Assistenz (BFS SozpädA) Berufsabschluss: staatlich geprüfter Sozialpädagogischer Assistenz. MSA oder eBBR können bei erfolgreicher Ausbildung erteilt werden
- 2-jährige Fachoberschule (FOS) Abschluss: Fachhochschulreife
- 3-jährige Fachschule für Sozialpädagogik (F) Abschluss: Staatlich geprüfter Erzieher[16]

### Duale Berufsausbildung
In der dualen Berufsausbildung werden zwei Ausbildungen angeboten:
- Staatlich geprüfter Erzieher (3-jährige Teilzeitstudium)
- Modulare zertifizierte Weiterbildung zur Sozialpädagogischen Fachkraft[16]